# 느시사촌류
느시사촌류(seriemas)는 느시사촌목의 현존하는 유일한 과인 느시사촌과(Cariamidae)에 속하는 조류의 총칭이다. 2종이 알려져 있다. 한때는 두루미류와 관련이 있는 것으로 간주했지만, 최근의 연구 결과에 의하면, 멸종된 공포새류와 사실상 마찬가지로 매류와 앵무새류, 명금류(참새)에 더 가깝다. 신열대구의 남아메리카 남동부에 분포한다.

## 하위 분류
- 붉은다리느시사촌속 (Cariama)
  - 붉은다리느시사촌 또는 붉은다리카리아마 (Cariama cristata)
- 검은다리느시사촌속 (Chunga)
  - 검은다리느시사촌 (Chunga burmeisteri)
  - † Chunga incerta